# Inna Shipulina
Inna Shipulina –en ruso, Инна Шипулина– (1962) es una deportista soviética que compitió en piragüismo en la modalidad de aguas tranquilas. Ganó tres medallas en el Campeonato Mundial de Piragüismo entre los años 1981 y 1983.

## Palmarés internacional
| Campeonato Mundial | Campeonato Mundial       | Campeonato Mundial | Campeonato Mundial |
| Año                | Lugar                    | Medalla            | Evento             |
| ------------------ | ------------------------ | ------------------ | ------------------ |
| 1981               | Nottingham (Reino Unido) | Medalla de plata   | K4 500 m           |
| 1982               | Belgrado (Yugoslavia)    | Medalla de plata   | K4 500 m           |
| 1983               | Tampere (Finlandia)      | Medalla de plata   | K4 500 m           |